# Francisco Verón
Francisco Daniel Verón (* 28. Oktober 1998 in José León Suárez, Buenos Aires) ist ein argentinischer Boxer im Mittelgewicht.

## Amateurkarriere
Er erreichte jeweils einen fünften Platz bei den Südamerikaspielen 2018 in Cochabamba und den Panamerikanischen Spielen 2019 in Lima.
Bei der Weltmeisterschaft 2019 in Jekaterinburg verlor er in der Vorrunde gegen den Schweden Adam Chartoi, erhielt jedoch aufgrund seiner kontinentalen Ranglistenplatzierung einen Startplatz bei den 2021 in Tokio ausgetragenen Olympischen Spielen 2020. Dort besiegte er in der Vorrunde diesmal Adam Chartoi, ehe er im Achtelfinale knapp mit 2:3 gegen Euri Cedeño aus der Dominikanischen Republik unterlag.

## Profikarriere
Francisco Verón gewann sein Profidebüt im November 2020.